# Jason Palmer
Jason Palmer (Aberdeen Proving Ground, 1º dicembre 1971) è un imprenditore e politico statunitense, candidato alle elezioni primarie del Partito Democratico del 2024.

## Primi anni
Jason Palmer è nato ad Aberdeen Proving Ground il 1 dicembre 1971. Suo padre, Lonnie Palmer, era un insegnante che aveva prestato servizio nell'esercito statunitense. Durante il liceo, che frequentò a New York, Palmer vinse e partecipò a numerosi campionati regionali di sci di fondo. Si laureò presso l'Università della Virginia nel 1994 alla facoltà di studi interdisciplinari e conseguì un master in amministrazione aziendale presso la Harvard Business School nel 1999.
Dal 2010, Jason Palmer vive a Baltimora. Si è sempre dichiarato un quacchero.

## Attività imprenditoriale
Dopo aver terminato gli studi, Palmer fondò tre società che si occupavano di tecnologia e servizi, tuttavia abbandonò tali progetti quando fu assunto presso la Microsoft Education, della quale divenne presto dirigente. Successivamente, Palmer divenne vicedirettore della Fondazione Bill & Melinda Gates, dove conobbe e fece amicizia con il noto imprenditore Bill Gates.

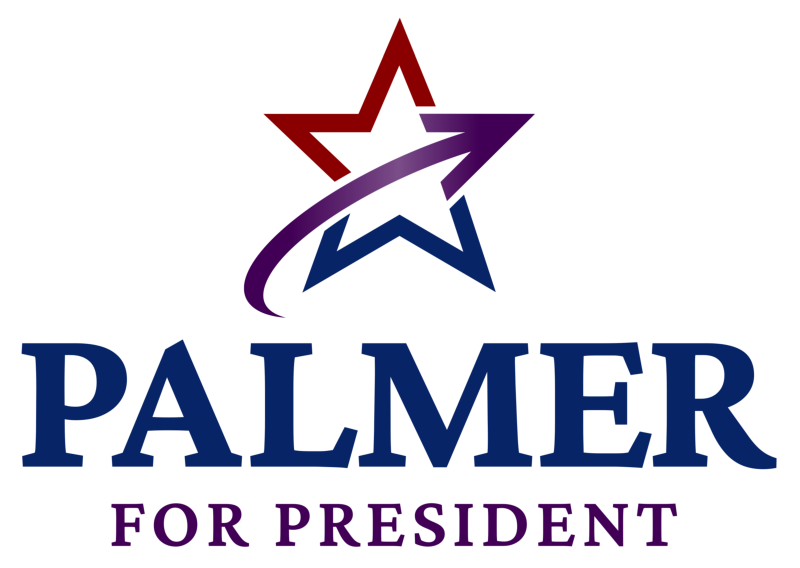
Logo usato da Jason Palmer per le elezioni del 2024.

## Carriera politica

### Collaborazione con Moynihan
Durante i suoi  studi universitari, negli anni '90, Palmer collaborò insieme al senatore Daniel Patrick Moynihan, con il quale strinse un forte legame d'amicizia.

### Primarie democratiche del 2024
Il 18 gennaio 2024, Palmer, presso il quotidiano Politico, ha rilasciato un'intervista, nella quale ha sottolineato il fatto di essere il candidato democratico più giovane in queste elezioni primarie, invitando Biden e tutti i suoi oppositori più anziani a "passare il testimone" alle generazioni più giovani. Palmer ha inoltre enfatizzato le sue conoscenze aziendali, sostenendo che, se eletto, avrebbe nominato ministri tecnici.
Palmer è al ballottaggio in sedici stati, inclusi il New Hampshire e il Nevada, ove ha complessivamente ricevuto un totale di 672 voti. Palmer ha inoltre battuto Biden alle primarie democratiche tenutesi nelle Samoa americane, ricevendo 51 voti su un totale di 91. La vittoria di Palmer nelle Samoa americane ha suscitato molto scalpore all'interno degli ambienti democratici, infatti una sua vincita era considerata molto improbabile e inverosimile. Rachel Maddow, una conduttrice televisiva della MSNBC, ha infatti paragonato la vittoria di Palmer a quella di Michael Bloomberg, il quale si candidò alle primarie del 2020 vincendo anch'egli nelle Samoa americane.
Dopo la sua vittoria nelle Samoa americane, Jason Palmer ha annunciato che ha iniziato a investire per la sua campagna presso le Isole Marianne Settentrionali, tuttavia ha anche affermato che, nel caso si verificasse una vittoria di Biden alle primarie, lui è pronto a sostenere il suo collega nella future elezioni presidenziali.